# 2629 Rudra
2629 Rudra (1980 RB1) là một tiểu hành tinh bay qua Sao Hỏa được phát hiện ngày 13 tháng 9 năm 1980 bởi C. Kowal ở Palomar.